# Der Elefantenmensch
Der Elefantenmensch ist ein US-amerikanisches Filmdrama aus dem Jahr 1980, in dem David Lynch Regie führte. In dem Schwarzweißfilm sind John Hurt als der von einer Krankheit entstellte „Elefantenmensch“ John Merrick und Anthony Hopkins als der Arzt Frederick Treves zu sehen.
Der Film basiert auf der realen Geschichte von Joseph Merrick. Der im Film John Merrick genannte Mann wird wegen seiner bizarren körperlichen Missbildung als Attraktion auf Jahrmärkten gezeigt. Frederick Treves befreit ihn aus dieser Lage, erkennt einen sensiblen und eloquenten Mann hinter dem abschreckenden Äußeren und versucht darauf, ihn in die Gesellschaft einzugliedern.
Der Elefantenmensch kostete fünf Millionen US-Dollar und spielte 26 Millionen US-Dollar ein. Bei der Oscarverleihung 1981 war der Film in insgesamt acht Kategorien nominiert. Nicht zuletzt dank Christopher Tuckers weithin gelobter Leistung für das Make-up Joseph Merricks wurde im folgenden Jahr der Oscar für das beste Make-up als Kategorie eingeführt.

## Handlung
London 1881: Auf einem Jahrmarkt trifft der Chirurg Frederick Treves John Merrick, einen Mann, der aufgrund seiner schrecklichen Deformationen als „Der Elefantenmensch“ bezeichnet und als Monster ausgestellt wird. Treves interessiert sich für Merrick, befreit ihn aus den Fängen des trinkenden Schaustellers und bringt ihn in ein Hospital. Die Reaktionen auf den durch jahrelange Misshandlungen völlig verstörten Elefantenmenschen reichen von Entsetzen und Furcht bis Neugier und Mitleid, so auch, als Treves ihn einer akademischen Gesellschaft vorführt. Der Rücken ist von Tumoren übersät, der rechte Arm stark deformiert und unbrauchbar (der reale Joseph Merrick litt vermutlich am Proteus-Syndrom). Am augenscheinlichsten ist der grotesk vergrößerte Schädel, der ihn zwingt, im Sitzen zu schlafen; im Liegen knickt unweigerlich seine Luftröhre zusammen und er würde im Schlaf ersticken. Der Chirurg ringt weiterhin darum, ihn im Hospital zu behalten, da sich der Direktor zunächst dagegen ausspricht. Doch als man feststellt, dass Merrick nicht wie angenommen „schwachsinnig“, sondern ein freundlicher, intelligenter und sensibler Mann ist, wird das Einverständnis für seinen Verbleib gegeben.
Merrick fängt nun an, sein geistiges Potenzial zu entfalten: Mit Unterstützung von Treves beginnt er wieder zu lesen, gewinnt an Sicherheit in der Sprache und stellt sein handwerkliches Geschick unter Beweis, als er eine Kathedrale als Miniatur nachbaut, deren Turmspitze er aus seinem Krankenzimmer sehen kann.
Im Laufe seiner langsamen geistigen Genesung im Hospital wird die Geschichte des Elefantenmenschen nun auch in der Londoner Gesellschaft bekannt. Die berühmte Theaterschauspielerin Madge Kendal besucht Merrick und rezitiert mit ihm eine Stelle aus Romeo und Julia. Sogar Königin Victoria interessiert sich für Treves’ Patienten und lässt ihn grüßen, worauf er im Hospital eine lebenslange Bleibe erhält.
Doch die Neugier für Merricks Schicksal erfasst nicht nur die gehobene Gesellschaft. Ein Nachtarbeiter des Krankenhauses nutzt die Gelegenheit aus und lässt Menschen aus einer Kneipe Londons gegen Geld einen Blick auf Merrick werfen. Eines Nachts eskaliert die Belustigung und Zurschaustellung: Die Gaffer stürmen in sein Zimmer, verwüsten es und verhöhnen Merrick. Unter den Schaulustigen ist auch sein ehemaliger „Besitzer“, der ihn entführt, aufs Festland verschleppt und ihn wieder auf einem Jahrmarkt zur Schau stellt und misshandelt. Doch gelingt John Merrick mit Hilfe der anderen Artisten und Clowns, die ihn befreien, die Flucht, und er kehrt mit dem Schiff von Ostende wieder ins Hospital nach London zurück.
John Merrick sieht in dem Chirurgen Frederick Treves seinen Freund, doch kann dieser ihn von seiner Krankheit nicht heilen. Als er und Treves gemeinsam in ein Theater gehen, wird er von den Besuchern mit einem Applaus bejubelt, als die Schauspielerin Mrs. Kendal nach dem letzten Akt bekannt gibt, dass die Vorstellung John gewidmet ist.
Nach dem Theaterbesuch betrachtet John seine fertiggestellte Kathedrale und begibt sich in sein Bett zum Schlafen, doch anstatt sich wie sonst zu setzen, legt er sich flach auf den Rücken. Gegenüber Treves hatte er einmal geäußert, dass es sein größter Wunsch sei, in einem Bett zu schlafen „wie normale Menschen“. In der letzten Sequenz erscheint ihm das Gesicht seiner Mutter im weiten All.

## Entstehungsgeschichte

### Vorproduktion und Skript

Frederick Treves – Bei der Recherche für den Film orientierten sich die Drehbuchautoren vor allem an seinen Aufzeichnungen.

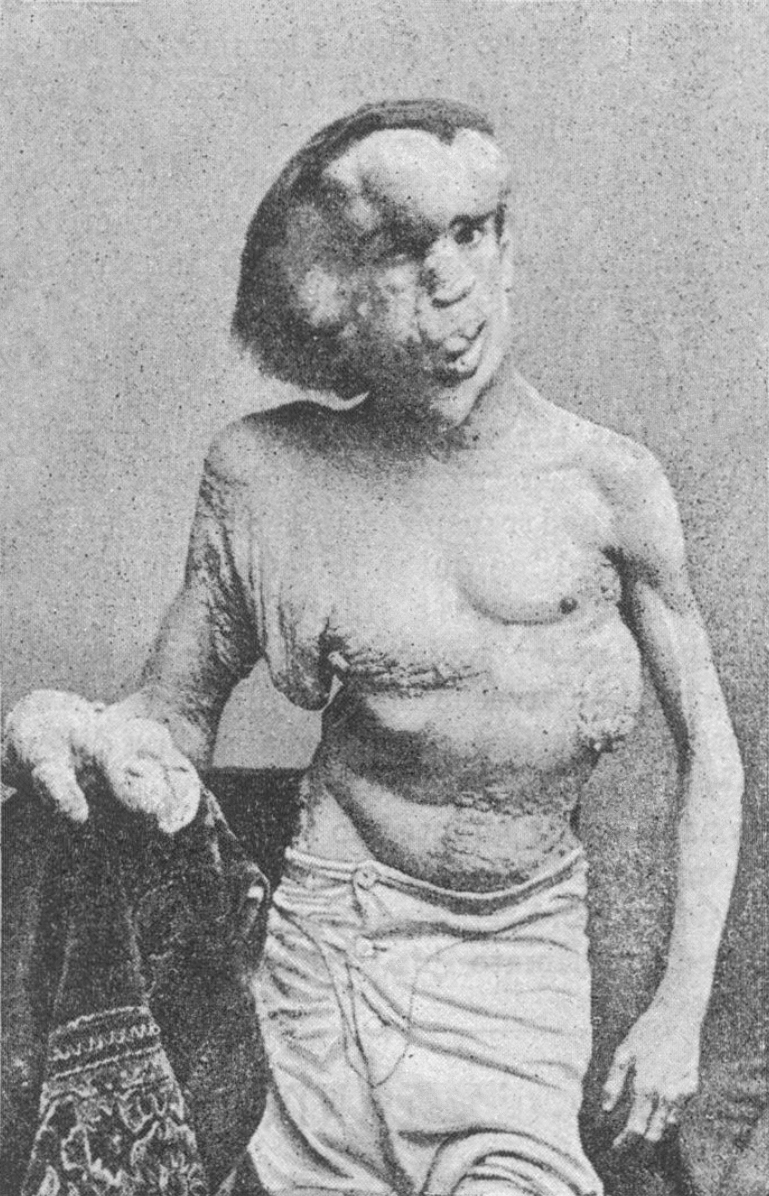
Joseph „John“ Merrick, der „Elefantenmensch“ (Foto von 1889).

Lynch arbeitete zusammen mit den Drehbuchautoren Christopher De Vore und Eric Bergren und dem Produzenten Jonathan Sanger das Drehbuch zu Der Elefantenmensch aus. Die Grundlagen bildeten zum einen The Elephant Man: A Study in Human Dignity von Ashley Montagu und zum anderen The Elephant Man and other Reminiscences, die Aufzeichnungen Sir Frederick Treves’. Lynch wollte mit diesem Film einerseits seinen Einstand im Mainstream-Kino feiern, aber andererseits auch die Kunst in den Mainstream transportieren.
Allerdings lehnten sämtliche Studios, denen sie das fertige Skript vorlegten, ab. Schließlich fiel dem Produzenten Mel Brooks das Drehbuch in die Hände, der es verwirklichen wollte. Zuvor wollte er jedoch frühere Arbeiten Lynchs sehen und schaute sich deswegen dessen Kultfilm Eraserhead an, der durch Mitternachtsvorstellungen große Berühmtheit erlangt hatte. Entgegen Lynchs Annahme war Brooks von Eraserhead begeistert und engagierte Lynch mit den Worten: „Du Wahnsinniger! Ich liebe dich!“
Daraufhin konnte der Stoff verwirklicht werden. Mel Brooks, der zu dieser Zeit vor allem für Parodien bekannter Filme verantwortlich war, gründete für die Dreharbeiten das Unternehmen Brooksfilm. Da er fürchtete, die Zuschauer würden den Film für eine seiner albernen Komödien halten, ließ er seinen Namen nicht auf die Filmplakate drucken und sich aus den Credits streichen.
Für die Rolle des Elefantenmenschen John Merrick konnte John Hurt gewonnen werden, der 1979 für seine Verkörperung des Max in 12 Uhr nachts – Midnight Express eine Oscarnominierung als bester Nebendarsteller bekommen hatte. Den Chirurgen Frederick Treves spielte der aufstrebende Anthony Hopkins. Anne Bancroft, die 1962 für ihre Darstellung in Licht im Dunkel mit einem Academy Award ausgezeichnet wurde, wurde als Mrs. Kendal besetzt. Der britische Schauspieler John Gielgud mimte Chefarzt Carr Gomm. Den noch relativ unerfahrenen Regisseur Lynch schüchterte die hochkarätige Besetzung zunächst ein: „Du wachst morgens auf und sagst Dir ‚Heute ist der Tag, an dem ich Sir John Gielgud Anweisungen geben werde.‘ Das verwirrt einen schon.“

### Dreharbeiten
Da der Film im viktorianischen London spielen sollte, entschied man, die Dreharbeiten in Großbritannien zu bestreiten. Neben verschiedenen Orten in London wurde auch in den Lee International Studios in Wembley und den Shepperton Studios in Shepperton gedreht. Der Atmosphäre wegen drehte Lynch den Film in schwarz-weiß. Seiner Ansicht nach transportiere das schwarz-weiße Bild den Zuschauer aus der realen Welt und verstärke die Stimmung, sich in der Zeit der Industriellen Revolution zu befinden.
Viel Aufwand erforderte die Maske John Hurts. Man wollte das Aussehen des realen John Merrick möglichst originalgetreu nachempfinden. Nach Merricks Tod waren Abgüsse seines Kopfes, seiner Arme und seiner Beine gemacht worden, die man nun zu Hilfe nahm. In Glasgefäßen hatte man auch seine Organe aufbewahrt, allerdings waren diese während des Zweiten Weltkriegs zerstört worden. An einem typischen Drehtag erschien Hurt gegen 5:00 Uhr morgens, brachte dann vor Drehbeginn sieben bis acht Stunden in der Maske zu, drehte von Mittag bis 22:00 Uhr und verließ das Set gegen Mitternacht nach zweistündigem Entfernen der Maske. Aufgrund dieser besonderen Beanspruchung wurde mit Hurt nur jeden zweiten Tag gedreht. Zunächst hatte sogar Regisseur Lynch selbst versucht, Hurts Maske aufzulegen, gab dies jedoch bald auf und übergab diese Aufgabe dem Make-up-Spezialisten Christopher Tucker. Hurt war zu Beginn der Dreharbeiten sehr frustriert, weil er unter all dem Make-up kaum ausdrucksfähig war. In einem Interview im Jahr 2000 sagte er: „Ich dachte, sie hätten einen Weg gefunden, mir den Spaß am Drehen zu nehmen.“
In Bezug auf die spielerische Herangehensweise an die ihm zugewiesene Rolle der körperlich missgebildeten Figur John Merrick erklärte Darsteller John Hurt in einem Videointerview, das im Bonusmaterial der Blu-ray Disc des Films Der Elefantenmensch enthalten ist: „Meine Haltung basierte im Grunde auf einem Korkenzieher, denn so war seine Wirbelsäule geformt. Sein Skelett war noch vorhanden und ich hatte es gesehen. Ich weiß nicht, wie er sich überhaupt bewegen konnte.“
David Lynch wollte schon in einer der ersten Szenen den entstellten John Merrick zeigen, doch Darsteller John Hurt widersprach. In seinen Augen könne man den dramatischen Effekt erhöhen, wenn man den Zuschauer zunächst über das Aussehen des Mannes im Unklaren ließe. „Ich war in Sachen Bildgestaltung auf der Leinwand sicher nicht besser [als Lynch], denn ich glaube, niemand ist besser als er. Er ist in dieser Hinsicht der größte Regisseur der Welt, wenn er sein Bestes gibt. Aber in Sachen Drama irrt er manchmal, und ich spürte, dass er es dort tat.“ Tatsächlich wurde auf Hurts Einwand eingegangen. Merrick ist anfangs nur maskiert oder im Schatten stehend zu sehen und offenbart sein Aussehen erst nach einer halben Stunde Laufzeit.

## Synchronisation
Die deutsche Synchronfassung entstand bei der Berliner Synchron GmbH nach Dialogbuch und Dialogregie von Heinz Freitag.
| Rolle                   | Schauspieler     | Dt. Synchronstimme      |
| ----------------------- | ---------------- | ----------------------- |
| Dr. Frederick Treves    | Anthony Hopkins  | Joachim Kerzel          |
| John Merrick            | John Hurt        | Joachim Tennstedt       |
| Madge Kendal            | Anne Bancroft    | Bettina Schön           |
| Francis Carr-Gomm       | Sir John Gielgud | Friedrich Schoenfelder  |
| Mrs. Mothershead        | Wendy Hiller     | Gudrun Genest           |
| Mr. Bytes               | Freddie Jones    | Friedrich W. Bauschulte |
| Nachtportier            | Michael Elphick  | Harald Dietl            |
| Prinzessin Alexandra    | Helen Ryan       | Ursula Heyer            |
| Fox, Kollege von Treves | John Standing    | Jürgen Thormann         |
| Bytes’ Gehilfe          | Dexter Fletcher  | Sven Plate              |
| Gefiederter Zwerg       | Kenny Baker      | Friedrich G. Beckhaus   |
| Ratsmitglied Alderman   | Frederick Treves | Manfred Grote           |
| Ein Ratsmitglied        | Dennis Burgess   | Martin Hirthe           |

## Rezeption und Nachwirkung
Der Elefantenmensch feierte am 3. Oktober 1980 in New York City seine Weltpremiere. Ab dem 10. Oktober 1980 war er in den Vereinigten Staaten für die Öffentlichkeit zugänglich. In Europa startete der Film erst im folgenden Jahr. Im Januar 1981 war er auf dem französischen Avoriaz Film Festival zu sehen. Am 13. Februar 1981 lief er in den westdeutschen Kinos an, wo den fünf Millionen US-Dollar teuren Film allerdings nur rund 185.000 Menschen sehen wollten. Trotzdem war der Film ein finanzieller Erfolg. In den USA konnte man mit 26 Millionen US-Dollar mehr als das Fünffache der Produktionskosten wieder einspielen, in Großbritannien waren es 3,75 Millionen Pfund.
Der Film wurde von Publikum und Kritik gleichermaßen positiv aufgenommen. Von vielen Kritikern wurde die detailreiche Rekonstruktion des viktorianischen Zeitalters gewürdigt. Lynch selbst hatte zu Beginn der Dreharbeiten wenig Wissen über diese Epoche: „Ich wusste nichts über die viktorianische Ära, bevor ich [mit den Dreharbeiten] begann, was mir wirklich Sorgen bereitete. Ich meine, hier war ich, aus Montana, und machte dieses viktorianische Drama. Aber ich denke, dass man sich auf einen Ort oder eine Zeit einstellen kann. Wir haben viel recherchiert.“
Ein strittiges Thema war die Sentimentalität im Film. Im Spiegel war darüber zu lesen, Lynch habe ein Gespür für anrührende Effekte und märchenhaft ausgemalte Kino-Klischees, aber er vermeide Sentimentalitäten. Zwar erschaffe er mit dem Einzug Merricks in die upper class ein Traumbild, lasse dies aber nicht über die Misere draußen triumphieren.
In seiner Besprechung für Die Zeit schrieb Hans C. Blumenberg, Der Elefantenmensch enthalte sehr wohl Sentimentalität, jedoch nutze sie dem Film. „Dieses Ende ist so provozierend wie der ganze Film. Es ist das Ende einer Passionsgeschichte. Aber gerade deren rücksichtslose Sentimentalität trifft den Zuschauer härter und grausamer als eine dokumentarische Rekonstruktion des Falles.“ ()
Der amerikanische Filmkritiker Roger Ebert bewertete die Sentimentalität des Films hingegen eher negativ. Entgegen der historischen Vorlage könne der missgestaltete John Merrick plötzlich reden, zitiere Psalmen und lese Romeo und Julia, was er als reine Sentimentalität bezeichnete. In seinen Augen sei die Philosophie des Films „oberflächlich“ und die einzigen Aussagen, die sich dem Film entnehmen ließen, seien zum einen „Wow, der Elefantenmensch sieht wirklich scheußlich aus“ und zum anderen „Donnerwetter. Ist es nicht erstaunlich, wie er dies trotz allem durchhält?“.
Der BBC-Kritiker Almar Haflidason erachtet den Film als „herzergreifend“ und lobt vor allem das Spiel John Hurts: „Begraben unter einer unglaublichen Masse Make-up, schafft es John Hurt dennoch, sein Portrait John Merricks mit Würde und Tapferkeit auszufüllen.“ Auch Roger Ebert, der dem Film als solchem nicht viel Gutes abgewinnen konnte, fand John Hurt in Der Elefantenmensch „sehr gut“. Die Regiearbeit Lynchs fand er zwar kompetent, bezeichnete allerdings die seiner Meinung nach nicht gelungene Eröffnungs- und Schlussszene als „unentschuldbar“ und „idiotisch“.
Es gab auch positive Stimmen zu Lynchs Regieleistung. Der Spiegel schrieb, das Schwarz-Weiße des Films steigere die „Alptraum-Atmosphäre“.
Mit diesem Erfolg hatte Lynch erreicht, was er wollte: Er hatte sich als Regisseur in Hollywood etabliert. Allerdings wurde der in Montana geborene Regisseur wegen des Drehorts in London anfangs von vielen für einen Einwohner des Vereinigten Königreichs gehalten. So schrieb beispielsweise Christian Bauer in einer Besprechung des Films in der Süddeutschen Zeitung vom 18. Februar 1981 von dem „britische[n] Regisseur“ Lynch. In der Folge erhielt Lynch verschiedene Filmangebote. Unter anderem bot ihm George Lucas an, ihm bei Die Rückkehr der Jedi-Ritter die Regie zu überlassen. Lynch entschied sich allerdings für die Produktion Der Wüstenplanet von Dino De Laurentiis, da er dort mehr Freiheiten haben würde als in Lucas’ Film.
Kurze Zeit nach Fertigstellung des Spielfilms seien, wie Regisseur David Lynch in einem Videointerview erklärte, das im Bonusmaterial der Blu-ray Disc von Der Elefantenmensch zu finden ist, die historischen viktorianischen Gebäude in London, wo die Filmcrew gedreht hatte, größtenteils abgerissen und durch moderne Neubauten ersetzt worden. Deshalb sei Der Elefantenmensch eines der wenigen filmischen Dokumente, das jene viktorianischen Stadtviertel wenigstens optisch festhalten konnte, mithilfe von Kameramann Freddie Francis. „Es war also so ziemlich die letzte Gelegenheit, an diesen authentischen, fantastischen Schauplätzen zu filmen“, schilderte Lynch in dem Videointerview.

## Zitate
„I am not an elephant! I am not an animal! I am a human being! I … am … a … man!“

„Ich bin kein Tier! Ich bin ein menschliches Wesen! Ich bin ein Mensch!“

## Auszeichnungen
Der Elefantenmensch gehörte im Vorfeld der Oscarverleihung 1981 zu den Favoriten für zahlreiche Auszeichnungen. Der Film war in insgesamt acht Kategorien für den Oscar nominiert, konnte sich jedoch in keiner dieser Rubriken gegen die Konkurrenz behaupten. Hauptdarsteller John Hurt unterlag Robert De Niro, der für seine Darstellung des Boxers Jake LaMotta in Wie ein wilder Stier ausgezeichnet wurde. Die Drehbuchautoren De Vore und Bergren mussten sich in der Kategorie Bestes adaptiertes Drehbuch Alvin Sargent geschlagen geben, der das Skript zu Eine ganz normale Familie geliefert hatte. Da dieser Film auch in der Kategorie Bester Film ausgezeichnet wurde und Robert Redford für ihn als Bester Regisseur, konnte auch David Lynch keinen Oscar mit nach Hause nehmen. Die weiteren Nominierungen waren für Kostüme, Kamera, Musik und den besten Schnitt.
Bei der Verleihung 1981 gab es keine reguläre Kategorie für das beste Make-up, was unter Filmschaffenden nach der Verleihung für eine regelrechte Protestwelle sorgte, die Christopher Tuckers Leistung in Der Elefantenmensch gewürdigt sehen wollten. Im Folgejahr wurde der Oscar für das beste Make-up als Kategorie eingeführt und wurde – bis auf 1984 – seitdem jedes Jahr vergeben.
Auch bei den Golden Globes, bei denen Der Elefantenmensch für vier Preise (Regie, Film, Drehbuch und John Hurt als Hauptdarsteller) nominiert war, ging man leer aus.
Bei den britischen BAFTA Award war man in sieben Kategorien nominiert. John Hurt gewann den Preis als bester Hauptdarsteller, Stuart Craig gewann in der Kategorie Production Design und Produzent Jonathan Sanger nahm den Preis für den besten Film entgegen.
Außerdem wurde Der Elefantenmensch für zehn weitere Filmpreise nominiert, von denen er fünf gewinnen konnte.